# Gunnar
Gunnar er et drengenavn, der stammer fra oldnordisk "Gunnarr", som betyder "kamp". Navnet findes også i variationerne Gunner, Gunder og Gunni. Omkring 7.600 danskere bærer et af disse navne ifølge Danmarks Statistik.

## Kendte personer med navnet
- Gunnar fra Lidarende i den islandske Njáls saga
- Gunner, dansk biskop i Ribe
- Gunner, dansk biskop i Viborg
- Erik Gunnar Asplund, svensk arkitekt
- Gunnar Berg, dansk komponist
- Gunnar Berg, norsk maler
- Gunnar Bigum, dansk skuespiller
- Gunnar Gren, svensk fodboldspiller
- Gunnar "Nu" Hansen, dansk sportsjournalist
- Gunnar Jørgensen, dansk skolemand og børnebogsforfatter
- Gunnar Larsen, dansk industrimand og minister
- Gunnar Lauring, dansk skuespiller
- Gunnar Lemvigh, dansk skuespiller
- Gunnar Myrdal, svensk politiker og nobelpristager i økonomi
- Gunnar Nielsen, dansk mellemdistanceløber
- Gunnar Nielsen, færøsk landsholdspiller i fodbold
- Gunnar Nordahl, svensk fodboldspiller
- Ole Gunnar Solskjær, norsk fodboldspiller
- Gunnar Sträng, svensk politiker og minister
- Gunnar Strømvad, dansk skuespiller
- Gunnar Staalesen, norsk forfatter
- Gunnar Wennerberg, svensk politiker og sangskriver

## Navnet anvendt i fiktion
- Gunnar og Minna er to figurer i en tidligere reklamekampagne for salg af fisk. Gunnar blev spillet af Niels Olsen.